# Tipula macrolabis
Tipula macrolabis là một loài ruồi trong họ Ruồi hạc (Tipulidae). Chúng phân bố ở Chúng phân bố ở miền Cổ bắc và miền Tân bắc.